# Dressed to Kill
Dressed to Kill är hårdrocksgruppen KISS tredje studioalbum, utgivet den 19 mars 1975.
Flera låtar på albumet kommer från Paul Stanleys och Gene Simmons tid i Wicked Lester, bland andra "She", som Simmons skrev tillsammans med Stephen Coronel och "Love Her All I Can". Ace Frehley skrev "Getaway" men lät trummisen Peter Criss sköta sången. 
KISS brukar avsluta sina konserter med "Rock and Roll All Nite" som blivit en av deras mest kända låtar.
Då de föregående albumen Kiss och Hotter Than Hell hade sålt relativt dåligt under 1974 valde dåvarande chefen för Casablanca Records, Neil Bogart, att själv träda in och samproducera skivan tillsammans med bandmedlemmarna själva. Detta beslut kan ha tagits av musikaliska skäl, men kan också ha berott på bandets – och skivbolagets – dåliga ekonomi vid den här tiden. Bogart kan ha ansett att det hade blivit för dyrt att anlita en utomstående skivproducent.
Fotografiet på skivomslaget visar medlemmarna iförda kostymer. Fotografiet togs i hörnet av Eighth Avenue och 23rd Street på Manhattan.

## Låtförteckning
| 1. | Room Service      | Stanley     | 2:59 |
| 2. | Two Timer         | Simmons     | 2:47 |
| 3. | Ladies in Waiting | Simmons     | 2:35 |
| 4. | Getaway           | Peter Criss | 2:43 |
| 5. | Rock Bottom       | Stanley     | 3:54 |

| 6.           | C'mon and Love Me      | Stanley          | 2:57  |
| 7.           | Anything for My Baby   | Stanley          | 2:35  |
| 8.           | She                    | Simmons, Stanley | 4:08  |
| 9.           | Love Her All I Can     | Stanley          | 2:40  |
| 10.          | Rock and Roll All Nite | Simmons          | 2:49  |
| Total längd: | Total längd:           | Total längd:     | 30:07 |

## Medverkande
- Gene Simmons – elbas, sång
- Paul Stanley – kompgitarr, akustisk gitarr på låt 5, sång
- Ace Frehley – sologitarr
- Peter Criss – trummor, sång